# Sinfonía n.º 1 (Saint-Saëns)

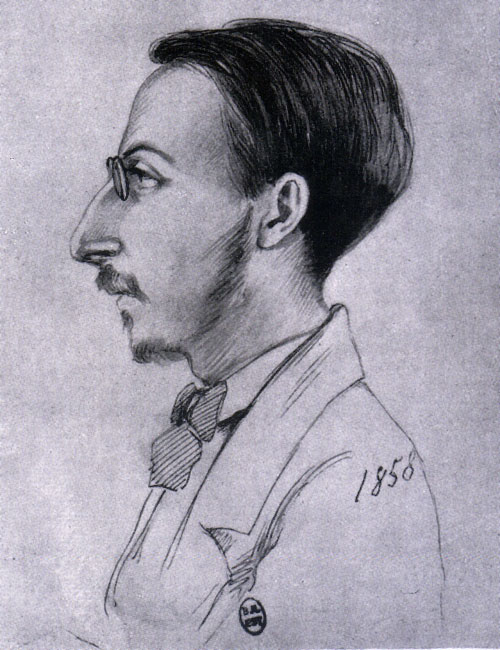
Saint-Saëns en 1858.

La Sinfonía n.º 1 en mi bemol mayor, Op. 2 fue compuesta por Camille Saint-Saëns en 1853. La partitura está dedicada a François Seghers.

## Historia

### Composición
La trayectoria de Saint-Saëns en el género sinfónico ha quedado plasmada en cinco obras. Las dos primeras están sin numerar: la Sinfonía en la mayor de 1850 y la Sinfonía en fa mayor conocida como "Urbs Roma" o "Ciudad de Roma" de 1856. Las otras tres están numeradas: la Sinfonía n.º 1 en mi bemol mayor de 1853, la Sinfonía n.º 2 en la menor de 1859 y su famosa Sinfonía n.º 3 en do menor subtitulada "avec orgue" o "con órgano" de 1886.
La composición de este opus finalizó hacia junio o julio de 1853. De sus cinco sinfonías esta fue cronológicamente  la segunda en ser escrita, cuando el compositor tenía 18 años. Durante los tres años que separaron la Sinfonía en la mayor de su sucesora, la Sinfonía n.º 1, se hizo íntimo amigo del compositor Charles Gounod, quien, según escribiría más tarde:

«Tuvo la modestia de hacer del colegial que aún era yo el confidente de sus más íntimos pensamientos artísticos y de llenar mi ignorancia con sus conocimientos. Discutía las cosas conmigo como con un igual; así fue como me convertí, si no en su alumno, al menos en su discípulo, y pude desarrollarme a su sombra, o más bien a su luz.»

La partitura autógrafa original se conserva en la actualidad en la Biblioteca Nacional de Francia y se puede consultar en línea.

### Estreno y publicación
El estreno se celebró el 18 de diciembre de 1853 en un concierto en Société de Sainte-Cécile de París dirigido por François Seghers. Pero el compositor no fue desvelado entonces. Charles Gounod y Hector Berlioz asistieron al concierto. El éxito del estreno fue merecido. Saint-Saëns estaba encantado de oír a Gounod y a Berlioz hablar de ella con entusiasmo y también de recibir los elogios del primero en una breve carta cuando el verdadero autor de la sinfonía fue revelado. Gounod le decía que con esta obra había contraído la obligación de convertirse en un gran maestro.
La primera edición de la obra fue llevada a cabo por la editorial Richault en 1855 en París.

## Instrumentación
La partitura está escrita para una orquesta formada por:
- Viento madera: 1 flautín, 2 flautas, 2 oboes (el primero doblando al corno inglés), 2 clarinetes, 1 clarinete bajo, 2 (o 4) fagotes.
- Viento metal: 4 trompas, 2 trompetas, 2 cornetas, 2 saxofones (bajo, contrabajo), 3 trombones.
- Percusión: 4 timbales, platillos.
- Cuerda: 4 arpas y una sección de cuerdas con violines I y II, violas, violonchelos y contrabajos.

## Estructura y análisis
La sinfonía consta de cuatro movimientos:
- I. Adagio – Allegro, en mi bemol mayor 4
4
- II. Marche – Scherzo. Allegro scherzando, en sol mayor 2
2
- III. Adagio, en mi mayor 9
8
- IV. Finale. Allegro maestoso, en mi bemol mayor 4
4

La interpretación de la obra dura aproximadamente 30 minutos. La primera sinfonía numerada del compositor muestra una madurez sorprendente para su edad. Su primera tentativa había sido totalmente clásica, mientras que esta composición es plenamente romántica. La evolución es evidente tanto en la estructura de la obra como en su colorido orquestal. La diferencia más evidente con su predecesora es que utiliza una orquesta mucho más grande, probablemente en respuesta al énfasis de Gounod en el color. En un principio, la sinfonía era anónima, pero Seghers sugirió a su comité que el compositor era alemán, quizá para explicar el gran tamaño de la orquesta. Se cuenta que Berlioz y Gounod discutieron en un ensayo los méritos de esta sinfonía no anunciada, sin sospechar que el adolescente que se encontraba a poca distancia era el compositor. A partir de los esbozos, parece probable que Saint-Saëns escribiera primero el Finale y es aquí donde la orquesta alcanza su plenitud, incluyendo cuatro trompas, tres trombones, dos saxofones, platillos y cuatro arpas, aunque estas últimas toquen todas las mismas notas. Los tres movimientos anteriores constituyen un crescendo gradual hacia el Finale.

### I.Adagio – Allegro
El primer movimiento, Adagio – Allegro, está escrito en la tonalidad en mi bemol mayor y en compás de 4/4. Muestra la influencia de Robert Schumann, aunque el desarrollo imaginativo deja atrás a su modelo. La fuerza propulsora del movimiento inicial es el contraste entre pasajes lentos y rápidos, con el intervalo de cuarta descendente sobre un ritmo con puntillo que proporciona el material melódico. Se emplean la mayoría de los instrumentos, excepto las arpas y, sobre todo, los metales graves, que se reservan para el Finale. Los ritmos con puntillo adquieren al instante un carácter marcial y bien podría haber algo en la idea sugerida por Brian Rees de que la sinfonía en su conjunto "refleja el estado de ánimo de principios de la década de 1850, cuando los toques de corneta se oían sin cesar por todo el país".

### II.Marche – Scherzo. Allegro scherzando
El segundo movimiento, Marche – Scherzo. Allegretto scherzando, está en sol mayor y en ritmo alla breve. Es una soleada y delicada cantilena que parece preanunciar a Georges Bizet. Continúa el ambiente marcial, aunque suavizado por el material del scherzo, una especie de canción popular que, sin embargo, mantiene el lenguaje armónico relativamente simple de la marcha.

### III.Adagio
El tercer movimiento, Adagio, está en mi mayor y en compás de 9/8. Es una bella meditación en modo mayor. La música que fluye abundantemente, sostenida por armonías más sutiles que las escuchadas hasta ahora y en colores que hablan elocuentemente de la influencia de Gounod. Si la Sinfonía en la mayor demuestró que Saint-Saëns tenía cerebro, este movimiento lento demuestra que tenía corazón, aunque el cerebro no está inactivo. Mientras que los otros tres movimientos están todos en metros binarios, este movimiento está en un contrastante 9/8, tan ternario como se puede llegar.

### IV.Finale. Allegro maestoso
El cuarto y último movimiento, Allegro maestoso, retoma la tonalidad inicial y el compás de 4/4. El Finale sigue sin interrupción al Adagio. Recupera los ritmos con puntillo del movimiento de apertura, la atmósfera marcial se vuelve más fuerte e intensa. La energía queda finalmente subsumida en una potente y majestuosa fuga, con la orquesta reforzada con saxofones, clarinetes bajos, cornetas, 4 arpas y platillos. Un maravilloso cierre ceremonial para una sinfonía muy satisfactoria. En retrospectiva, podemos escuchar cómo trabaja la mente que daría a luz a la Sinfonía con órgano unos treinta años más tarde.

## Discografía selecta
- 1974-75 – Jean Martinon, Orquesta Nacional de la ORTF (2 CD EMI). Sinfonías completas.
- 1991 – Georges Prêtre, Orquesta Sinfónica de Viena (CD Erato Musifrance). Con la Sinfonía n.° 2.
- 2000 – Ivan Anguélov, Orquesta Sinfónica de la Radio Eslovaca de Bratislava (CD Arte Nova Classic).
- 2008 – Georges Prêtre, Orquesta Sinfónica de Viena (CD Erato). Con la Sinfonía n.° 3.
- 2015 – Marc Soustrot, Orquesta Sinfónica de Malmö (CD Naxos). Con la Sinfonía n.° 2.
- 2018-19 – Thierry Fisher, Orquesta Sinfónica de Utah (3 CD Hyperion). Sinfonías completas.
- 2021 – Jean-Jacques Kantorow, Orquesta Filarmónica Real de Lieja (2 SACD BIS). Diapason d’Or. Sinfonías completas.
- 2021 – Cristian Măcelaru, Orquesta Nacional de Francia (3 CD Warner Classics). 5 Diapasones. Sinfonías completas.